# Batomys russatus
Batomys russatus е вид гризач от семейство Мишкови (Muridae). Видът е застрашен от изчезване.

## Разпространение
Разпространен е във Филипини.

## Описание
Популацията на вида е намаляваща.